# セールスマン水滸伝
『ダイハツコメディ セールスマン水滸伝』（ダイハツコメディ セールスマンすいこでん）は、1959年5月6日から1961年12月27日までフジテレビ系列局で放送されていたフジテレビ製作のコメディ番組である。ダイハツ工業の一社提供。全139回。
「ダイハツ街」の運送屋に下宿するセールスマンたちの日常を描いたコメディ。

## 放送時間
いずれも日本標準時。
- 水曜 21:15 - 22:45 （1959年5月6日 - 1960年7月6日）
- 水曜 19:00 - 19:30 （1960年7月13日 - 1961年12月27日） - 関西テレビでは当初から一貫してこの時間帯に放送。

## 出演者
- 藤村有弘
- 朝丘雪路
- 渥美清 - 藤村に替わって第27回から出演。
- 森川信
- 三崎千恵子
- 関千恵子
- 昔々亭桃太郎
- 柳谷寛
- 平凡太郎
- 谷村昌彦
- 飯田蝶子
- ほか

## スタッフ
- 脚本：名和青朗
- 演出：丹波茂久

## 参考資料
- テレビドラマデータベース[どれ?]